# Занковец, Эдуард Константинович
Эдуа́рд Константи́нович Занкове́ц (бел. Эдуард Канстанцінавіч Занкавец; род. 27 сентября 1969, Лыще, Брестская область) — советский и белорусский хоккеист и тренер.

## Биография
Начал карьеру в 1986 году в минском «Динамо». В 1986—88 выступал в первой лиге чемпионата СССР, а в 1988—1991 в высшей лиге. После распада СССР продолжал выступление за «Динамо» (а затем в 1993—94 за «Тивали») в МХЛ и Белорусской экстралиге. В 1994—96 выступал в МХЛ за омский «Авангард». В 1996—98 выступал во 2-й бундеслиге, в 1998—99 — в 1-й. В 1999—2000 играл в СМ-лиге. В 2000—01 играл в одной из низших лиг Северной Америки. Завершил карьеру в чемпионате России за нижегородское «Торпедо». Заслуженный мастер спорта Республики Беларусь (2002).
Участник первого официального матча сборной Белоруссии. Выступал в составе национальной сборной с 1994 по 2002 год, сыграв 50 игр и набрав 32 очка. Участник Олимпийских игр 1998 и 2002 года.
Учился в БГОИФК.
Карьеру главного тренера начал в 2007 г. С 21 января по 31 мая 2007 год возглавлял минское «Динамо». С 2010 по 2011 год был главным тренером сборной Белоруссии. С 20 декабря 2011 по 26 марта 2015 — помощник главного тренера в ХК «Авангард».
7 сентября 2016 года был назначен главным тренером ХК «Барыс» и сборной Казахстана. После чемпионата мира 2017 года был уволен с поста главного тренера сборной Казахстана. Из «Барыса» ушёл по собственному желанию.
6 октября 2017 года назначен на должность главного тренера ХК «Слован». После окончания сезона был уволен.
9 апреля 2019 года был назначен главным тренером петербургского «Динамо» из ВХЛ. В первый же свой сезон в клубе завоевал серебряные медали регулярного чемпионата.
1 июня 2021 был назначен на пост главного тренера новокузнецкого «Металлурга», клуба ВХЛ. 18 апреля 2022 года покинул пост главного тренера.
3 июня 2022 года был назначен главным тренером клуба ВХЛ «Югра». 1 мая 2023 года покинул клуб.
19 мая 2023 года вошёл в тренерский штаб клуба КХЛ «Торпедо». 4 января 2025 года покинул клуб.
В июне 2025 года принял самарский клуб ЦСК ВВС, сменив Евгения Попихина, который оставил должность по семейным обстоятельствам.

### Достижения
Игрок
- 1993 — чемпион Белоруссии.
- 1994 — чемпион Белоруссии.
- 1996 — бронзовый призёр МХЛ.
- 2002 — 4 место на Олимпийских играх.

Тренер
- Серебряный призёр ВХЛ сезона 2019/2020